# Seheqenre Sankhptahi
Seheqenre Sankhptahi fue un faraón de finales de la decimotercera dinastía, posiblemente el quincuagésimo cuarto o el quincuagésimo quinto rey de esta dinastía. Probablemente reinó por un corto período de tiempo en la región de Menfis a mediados del siglo XVII a. C, en algún momento entre los años 1600 y 1596 a. C .

## Certificados
El faraón Seheqenre Sankhptahi es nombrado y representado en la estela de tesorero real y superintendente de los tesoreros Nebsumenu que data del primer año de su reinado. El origen de la estela no se conoce con certeza: la estela fue adquirida en 1999 a un coleccionista privado por el Museo Arqueológico Nacional de España. Sin embargo, Kim Ryholt señala que representa a Sankhptahi ofreciendo aceite al dios Ptah "El que está al sur de su muro" (rsy-snb = f) y a Anubis "El señor de los bandidos" (nb wtyw), los cuales son epítetos de la región menfita. Ryholt concluye que Seheqenre Sankhptahi probablemente reinó sobre Menfis y por lo tanto pertenece a la dinastía 13, que tenía el control de la región en ese momento. Además, Ryholt sugiere que Sankhptahi puede haber sido oriundo de la región en Menfis, como lo indica su nombre basado en Ptah, el dios de la ciudad. 

Estela de Nebsumenu representando Seheqenre Sankhptahi haciendo ofrendas a Anubisy a Ptah.
Según la última traducción del canon de Turín realizada por Ryholt, Seheqenre Sankhptahi estaría inscrito allí, en la columna 8, línea 25, que contiene un nombre dañado [?] Ḳ-n-Rˁ. Ryholt comenta que Seheqenre es el único rey del período cuyo nombre coincide con estos signos y lee [S.ḥ] ḳ-n-Rˁ, Seheqenre en el canon de Turín. 
Ryholt finalmente señala un sello de esteatita azul verdosa de procedencia desconocida y que lleva el nombre de Horus de oro Sekhaenptah, S.ḫˁ-n-ptḥ, Aquel a quien Ptah hace aparecer, como tal vez perteneciente a Seheqenre Sankhptahi. Percy Newberry simplemente fecha el sello "sobre el final del Reino Medio" sin una identificación adicional de su propietario. Dicho sello se perdió: originalmente estaba en la colección de Timmins ubicada en el Museo Metropolitano de Arte, pero en la actualidad se informa que falta en el museo. 

## Familia
Una estela de procedencia desconocida, aunque probablemente de origen menfita, y datada por motivos estilísticos del Segundo Período Intermedio, presenta una lista de miembros de una familia real y da el nombre del hijo del rey como [?] - ptḥ-i. Si este príncipe es el futuro faraón Seheqenre Sankhptahi como propone Ryholt, entonces el faraón Se [...] kare es su padre y Minemsaes y Sit [...] son sus hermanas. La estela se encuentra en el Museo Egipcio, CG20600.

## Titulatura
| Titulatura | Jeroglífico | Transliteración (transcripción) - traducción - (referencias) |

| G8 |

| G8 |

| C20 | S29 | N28 | G17 | N35 |

| C20 | S29 | N28 | G17 | N35 |

| G8 |

| G8 |

| C20 | S29 | N28 | G17 | N35 |

| C20 | S29 | N28 | G17 | N35 |

| N5 | S29 | S38 | N29 | Y1 · N35 |

| N5 | S29 | S38 | N29 | Y1 · N35 |

| N5 | S29 | S38 | N29 | Y1 · N35 |

| N5 | S29 | S38 | N29 | Y1 · N35 |

| N5 | S29 | S38 | N29 | Y1 · N35 |

| N5 | S29 | S38 | N29 | Y1 · N35 |

| N5 | S29 | S38 | N29 | Y1 · N35 |

| N5 | S29 | S38 | N29 | Y1 · N35 |

| N5 | S29 | S38 | N29 | Y1 · N35 |

| N5 | S29 | S38 | N29 | Y1 · N35 |

| N5 | S29 | S38 | N29 | Y1 · N35 |

| N5 | S29 | S38 | N29 | Y1 · N35 |

| N5 | S29 | S38 | N29 | Y1 · N35 |

| N5 | S29 | S38 | N29 | Y1 · N35 |

| N5 | S29 | S38 | N29 | Y1 · N35 |

| N5 | S29 | S38 | N29 | Y1 · N35 |

| C20 | S29 | S34 | M17 |

| C20 | S29 | S34 | M17 |

| C20 | S29 | S34 | M17 |

| C20 | S29 | S34 | M17 |

| C20 | S29 | S34 | M17 |

| C20 | S29 | S34 | M17 |

| C20 | S29 | S34 | M17 |

| C20 | S29 | S34 | M17 |

| C20 | S29 | S34 | M17 |

| C20 | S29 | S34 | M17 |

| C20 | S29 | S34 | M17 |

| C20 | S29 | S34 | M17 |

| C20 | S29 | S34 | M17 |

| C20 | S29 | S34 | M17 |

| C20 | S29 | S34 | M17 |

| C20 | S29 | S34 | M17 |

| Predecesor: Se...kare | Faraón Dinastía XIII | Sucesor: ….Re. |

- Datos: Q3954574
- Multimedia: Sankhptahi Seheqenre / Q3954574